# Morgan James

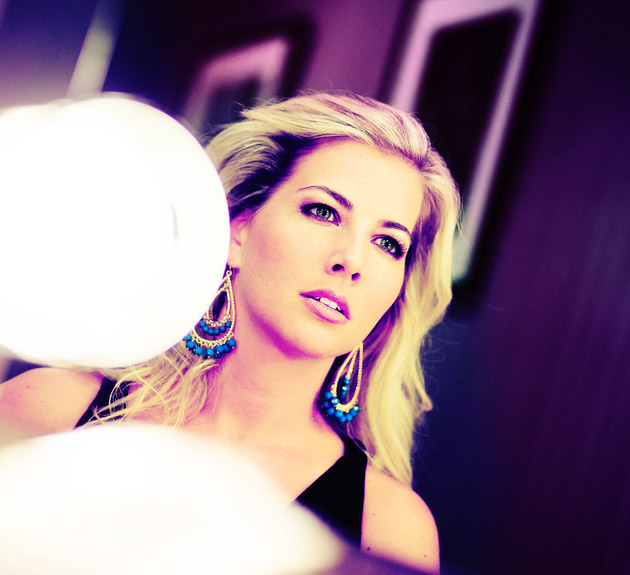
Morgan James (2013)

Morgan James (* 24. November 1981 in Boise, Idaho als Morgan Grunerud) ist eine US-amerikanische Sängerin und Musicaldarstellerin.

## Leben und Karriere
James wuchs in verschiedenen Orten auf, da ihre Familie in ihrer Kindheit oftmals umzog. Ihren Highschoolabschluss machte sie 1999 in Modesto, Kalifornien, und absolvierte im Anschluss ein Opernstudium an der Juilliard School. 2003 machte sie ihren Bachelor of Music im Fach Voice. Seit 2016 ist sie mit dem Jazzgitarristen Doug Wamble verheiratet.
2010 gab James ihr Debüt am Broadway in The Addams Family. Es folgten ab 2011 Engagements in Wonderland und Godspell. 2013 war sie Teil des Ensembles in Motown: The Musical, das sie im Dezember 2013 wieder verließ.
Ihr erstes Studioalbum mit dem Titel Hunter veröffentlichte James 2014 bei Epic Records. Produzent war ihr späterer Ehemann Doug Wamble. 2017 folgte mit Reckless Abandon ihr zweites Studioalbum, diesmal im Eigenverlag Hedonist Records. In den Jahren 2012 und 2016 hatte sie außerdem jeweils ein Album mit Coversongs veröffentlicht, darunter ein Komplettcover des Albums Blue von Joni Mitchell anlässlich dessen 45. Jahrestags der Veröffentlichung. Seit 2014 ist sie unter anderem immer wieder als Gastmusikerin bei Scott Bradlee aktiv und ging mit Scott Bradlee’s Postmodern Jukebox auch auf Tournee. Am 7. Februar 2020 erschien ihr drittes Studioalbum Memphis Magnetic, erneut bei Hedonist Records.
Während der COVID-19-Pandemie veröffentlichte James von März bis Juni 2020 unter dem Titel Quarantunes auf YouTube im Duo mit ihrem Ehemann Doug Wamble einhundert Cover-Versionen verschiedenster Musikstücke.

## Diskografie (Auswahl)
- 2012: Morgan James Live: A Celebration of Nina Simone (Cover, Epic Records)
- 2014: Hunter (Epic Records)
- 2016: Blue (Cover des Albums Blue von Joni Mitchell)
- 2017: Reckless Abandon (Hedonist Records)
- 2018: The White Album (Cover des Albums The White Album der Beatles)
- 2020: Memphis Magnetic (Hedonist Records)
- 2020: Quarantunes, Vol. 1 (Hedonist Records)
- 2020: Quarantunes, Vol. 2 (Hedonist Records)
- 2021: A Very Magnetic Christmas (Hedonist Records)
- 2023: Nobody’s Fool (Hedonist Records)